# Château de Champrenault
 (avril 2023).
- Si vous ne connaissez pas le sujet, laissez ce bandeau (vous pouvez alors contacter les auteurs).
- Si vous supprimez le contenu mis en cause (vous pouvez préalablement contacter les auteurs),

argumentez précisément cette suppression dans la page de discussion
(un manque de référence n'est pas un argument ; une recherche réelle de référence doit avoir été effectuée, être formellement documentée).
Le château de Champrenault est une forteresse du XIIIe siècle récemment rénovée située à Champrenault (Côte-d'Or) en Bourgogne-Franche-Comté.

## Localisation
Le château est situé 12 rue du château à la sortie sud du village.

## Historique
En 1246, Hervé de Saffres reçoit du duc Hugues IV de Bourgogne la forteresse de Champrenault. En 1323, ses fils Jean et Hervé, chanoines de Langres, abandonnent leur part d'héritage à Hervé II, petit-fils d'Hervé. La châtellenie passe ensuite en diverses mains : en 1328 à Guillaume Dubois, en 1451 à Philippe de Vienne, seigneur de Montagu, en 1470 à Jean de Mâlain et en 1499 à Othenin de Cléron, seigneur de Saffres auquel succède son fils Guy.
Le château est incendié en 1594 par les troupes des sires de Lux, de Tavanes et de Blaisy et en 1658 par les "Suédois ". En 1685, il reste une grosse tour servant de salle, chambre et grenier entourée de fossés. Le domaine, vendu comme bien national en 1798, consiste en "un bâtiment ci-devant château, composé d'une cuisine au rez-de-chaussée, deux chambres à feu ayant chacune leurs cabinets joignant ; au premier étage deux autres chambres et deux cabinets ; deux greniers dessus, deux remises, un petit verger, le tout fermé de murs de toute part"[réf. souhaitée].

## Architecture
Ce donjon, restauré de 2000 à 2008, jouxte au nord-ouest un pavillon carré un peu plus bas et une tourelle d'escalier hexagonale hors-œuvre au milieu de sa façade sud. Elle comporte un rez-de-chaussée, deux étages et un étage défensif sous toit de pavillon. La façade nord est surmontée de deux souches de cheminées. Les fenêtres murées ont été récemment rouvertes. Elles sont disposées très régulièrement : deux sur chacun des petits côtés, cinq sur chacun des grands côtés[réf. souhaitée]. 
Chaque étage comporte deux salles : une grande à l'ouest et une petite à l'est. Au rez-de-chaussée, celle-ci qui est voûtée semble avoir abrité la chapelle. À chaque étage, dont les niveaux semblent avoir été remaniés, l’accès des salles se fait par un escalier à vis inclus dans la tour hors œuvre. Il dessert directement la grande salle par une porte à accolade et la chambre orientale par un petit couloir oblique en encorbellement. La tour nord-ouest n'a qu'un étage et un étage de tir sous toit de pavillon. Toute sa moitié ouest est occupée par des latrines à conduit.
La maison forte était entourée d'un mur d'enceinte, toujours visible au nord où il atteint une largeur de deux mètres. La cour est bordée à l'ouest d'un mur de soutènement qui domine le coteau et comporte deux avancées rectangulaires en forme de tour de flanquement. Il ne reste pas trace des fossés mentionnés au XVIIe siècle[réf. souhaitée].